# Inteligência em pombos

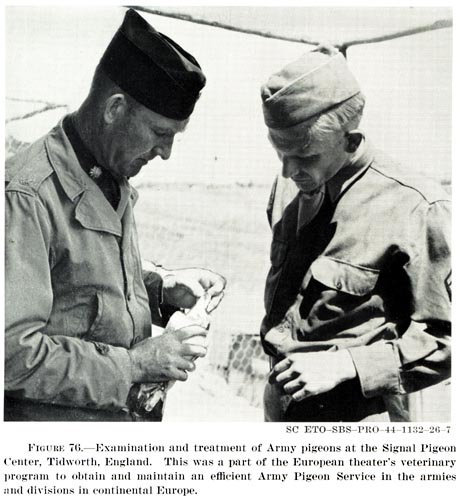
Há muito que os pombos são utilizados para fins de trocas de mensagens, inclusive para fins militares. Neste caso, pode-se ver oficiais do exército dos Estados Unidos com um pombo-correio em mãos, na Inglaterra.

Os estudos da inteligência em pombos têm demonstrado que os pombos são dotados de um aparato cognitivo capaz de lhes propiciar diversas ações que podem ser compreendidas como sinais de inteligência.